# Formules rituelles de clôture dans le conte populaire algérien
 (juin 2025).
- Si vous ne connaissez pas le sujet, laissez ce bandeau (vous pouvez alors contacter les auteurs).
- Si vous supprimez le contenu mis en cause (vous pouvez préalablement contacter les auteurs),

argumentez précisément cette suppression dans la page de discussion
(un manque de référence n'est pas un argument ; une recherche réelle de référence doit avoir été effectuée, être formellement documentée).
 (juin 2025).
 (juin 2025).
La mise en forme du texte ne suit pas les recommandations de Wikipédia : il faut le « wikifier ».
Les points d'amélioration suivants sont les cas les plus fréquents. Le détail des points à revoir est peut-être précisé sur la page de discussion.
- Les titres sont pré-formatés par le logiciel. Ils ne sont ni en capitales, ni en gras.
- Le texte ne doit pas être écrit en capitales (les noms de famille non plus), ni en gras, ni en italique, ni en « petit »…
- Le gras n'est utilisé que pour surligner le titre de l'article dans l'introduction, une seule fois.
- L'italique est rarement utilisé : mots en langue étrangère, titres d'œuvres, noms de bateaux, etc.
- Les citations ne sont pas en italique mais en corps de texte normal. Elles sont entourées par des guillemets français : « et ».
- Les listes à puces sont à éviter, des paragraphes rédigés étant largement préférés. Les tableaux sont à réserver à la présentation de données structurées (résultats, etc.).
- Les appels de note de bas de page (petits chiffres en exposant, introduits par l'outil «  Source ») sont à placer entre la fin de phrase et le point final[comme ça].
- Les liens internes (vers d'autres articles de Wikipédia) sont à choisir avec parcimonie. Créez des liens vers des articles approfondissant le sujet. Les termes génériques sans rapport avec le sujet sont à éviter, ainsi que les répétitions de liens vers un même terme.
- Les liens externes sont à placer uniquement dans une section « Liens externes », à la fin de l'article. Ces liens sont à choisir avec parcimonie suivant les règles définies. Si un lien sert de source à l'article, son insertion dans le texte est à faire par les notes de bas de page.
- La présentation des références doit suivre les conventions bibliographiques. Il est recommandé d'utiliser les modèles {{Ouvrage}}, {{Chapitre}}, {{Article}}, {{Lien web}} et/ou {{Bibliographie}}. Le mode d'édition visuel peut mettre en forme automatiquement les références.
- Insérer une infobox (cadre d'informations à droite) n'est pas obligatoire pour parachever la mise en page.

Pour une aide détaillée, merci de consulter Aide:Wikification.
Si vous pensez que ces points ont été résolus, vous pouvez retirer ce bandeau et améliorer la mise en forme d'un autre article.
Les formules rituelles de clôture dans le conte populaire algérien sont des expressions traditionnelles utilisées pour terminer un récit oral. Elles servent à marquer symboliquement la fin du conte, à réinscrire le narrateur dans la réalité, et à transmettre un message moral ou spirituel. Leur usage relève de l’oralité performative et participe pleinement de l’art du Meddah.

## Fonctions
Ces formules remplissent plusieurs fonctions :
- Narrative : elles signalent la fin du récit.
- Poétique : elles peuvent clore sur une rime ou une image forte.
- Mémorielle : elles rappellent le rôle de transmission intergénérationnelle.
- Spirituelle : elles s’accompagnent parfois d’invocations religieuses ou de malédictions symboliques à l’encontre des forces du mal.
- Identitaire : elles rappellent que les contes appartiennent au patrimoine des ancêtres et qu’ils doivent être préservés.

## Exemples
Voici quelques formules rituelles de clôture collectées dans la tradition orale algérienne, telles qu'elles apparaissent dans des recueils ou témoignages :

- « Je les ai laissés dans la non-tranquillité et je suis revenu à la tranquillité. »
- « Mon conte est fluide comme l’ondée, je l’ai raconté à une noble lignée. Que les chacals soient maudits, quant à nous, que Dieu pardonne nos péchés. »
- « Mes contes doivent se perpétuer, comme se perpétuent l’orge et le blé. Je les ai racontés à mes enfants pour devenir sages et prévoyants. C’est l’héritage de nos aïeux : préservez-les, c’est votre bien le plus précieux ! »
- « Elle est partie en roulant. Je suis restée dans la maison. »
- « Voilà mon histoire finie, conduite le long de la rivière, pour des gens de qualité ! moi, que Dieu me pardonne et les chacals, qu’il leur en cuise ! Puissions-nous ne jamais manger sans sel, ni marcher pied nus, par ta grâce, Seigneur Dieu ! »

Ces formules peuvent être récitées avec emphase, parfois chantées ou récitées sur un ton solennel ou humoristique, selon le contexte et l'auditoire.

## Portée culturelle
Dans la culture algérienne, et plus largement maghrébine, ces formules renforcent le caractère rituel du conte oral, tout comme les formules d'ouverture. Elles établissent une limite entre le monde fictif du récit et le monde réel du conteur et des auditeurs.